# Fédération du Kosovo de basket-ball
La Fédération du Kosovo de basket-ball ou FBK, (Кошаркашки савез Косова/Košarkaški savez Kosova en serbe) est une association, fondée en 1991, chargée d'organiser, de diriger et de développer le basket-ball au Kosovo.

## Histoire
La Fédération kosovare de basket-ball a été fondée en 1991. À l'époque yougoslave, le Kosovo possédait son propre championnat et des divisions inférieures, tant féminines que masculines. Dans les années 1990, le Kosovo a déclaré son indépendance politique et sportive vis-à-vis du système yougoslave, organisant sa propre ligue regroupant différentes équipes des principales villes du Kosovo. La FIBA n'a pas autorisé le Kosovo à disputer de matchs internationaux, même amicaux, jusqu'en 2015, année où la Fédération kosovare de basket-ball est devenue membre officiel de la FIBA et de la FIBA Europe.
La Fédération kosovare de basket-ball est acceptée comme membre à part entière de la FIBA le 13 mars 2015. Elle devient le 215e membre de la fédération internationale.

## Compétitions
- Championnat du Kosovo de basket-ball
- Championnat du Kosovo de basket-ball de deuxième division
- Coupe du Kosovo de basket-ball
- Kosovo Basketball Second League
- TEB U21 League
- TEB U18 League
- TEB U16 League
- TEB U12 League (Group A&Group B)
- Championnat du Kosovo féminin de basket-ball